# Skokuće
Skokuće (Servisch cyrillisch Скокуће) is een plaats in de Servische gemeente Prijepolje. De plaats telt 105 inwoners (2002).